# یورا

یورا (لیتوانیایی: Jūra) رودی است که در لیتوانی جریان دارد.